# Lohziegelhütte
Lohziegelhütte ist ein Gemeindeteil der Stadt Münchberg im Landkreis Hof (Oberfranken, Bayern). Lohziegelhütte liegt in der Gemarkung Mechlenreuth.

## Geografie
Bei der Einöde entspringt ein namenloser rechter Zufluss des Käsbachs. Eine Gemeindeverbindungsstraße führt zur Kreisstraße HO 18  (0,2 km südlich) bzw. zur Bundesstraße 289 (0,7 km nördlich). Nördlich der Einöde entsteht ein Neubaugebiet (Stand: 2025).

## Geschichte
Lohziegelhütte wurde auf dem Gemeindegebiet von Kleinlosnitz gegründet. 1837 kam es zur Umgemeindung in die neu gebildete Ruralgemeinde Mechlenreuth. Im Zuge der Gebietsreform in Bayern wurde Lohziegelhütte am 1. Mai 1978 nach Münchberg eingemeindet.

### Einwohnerentwicklung
| Jahr      | 1856  | 1861  | 1871  | 1885   | 1900   | 1925   | 1950   | 1961   | 1970   | 1987   |
| Einwohner |       | 11    | 11    | 6      | 21     | 9      | 10     | 11     | 22     | *      |
| Häuser    | 1     |       |       | 1      | 1      | 1      | 1      | 2      |        | *      |
| Quelle    | [ 5 ] | [ 8 ] | [ 9 ] | [ 10 ] | [ 11 ] | [ 12 ] | [ 13 ] | [ 14 ] | [ 15 ] | [ 16 ] |

## Religion
Lohziegelhütte ist bis heute nach St. Peter und Paul (Münchberg) gepfarrt und evangelisch-lutherisch geprägt.